# Louise Blanchard Bethune
Louise Blanchard Bethune (21. července 1856 Waterloo – 18. prosince 1913 Buffalo) byla první známá profesionální architektka ve Spojených státech. Pracovala primárně v Buffalu ve státě New York spolu se svým manželem ve firmě Bethune, Bethune & Fuchs.
Jejím největším projektem byl hotel Lafayette. Pracovala však také na mnoha rezidenčních a komerčních projektech včetně mnoha veřejných školních budov. Její angažovanost v architektonické profesi a podpora žen v tomto odvětví se stala  příkladem pro celou řadu pozdějších architektek.
Univerzita v Buffalu na její počest přejmenovala budovu Buffalo Meter Company Building na Bethune Hall.

## Životopis
Narodila se v roce 1856 jako Jennie Louise Blanchard ve městě Waterloo ve státě New York. Rodina Blanchardových se v době jejího dětství přestěhovala do Buffala, jež leželo poblíž města Seneca Falls, kde se zrodilo hnutí za práva žen ve Spojených státech.
V roce 1874 absolvovala střední školu v Buffalu. V jedné své poznámce vysvětlila, že její zájem o architekturu byl nejprve pouhou zábavou, ale brzy ji pohltil. V roce 1881 se provdala za Kanaďana Roberta A. Bethuna (1855–1915), rovněž architekta. O dva roky později se jim narodil syn Charles William Bethune.
Loise si údajně zakoupila první dámské jízdní kolo, které se v Buffalu objevilo v prodeji. Byla aktivní členkou Ženského kolového a atletického klubu. Podle listu Buffalo Spree se přikláněla k feminismu.
V roce 1908 odešla do důchodu. Zemřela 18. prosince 1913 ve věku 57 let.

### Kariéra
Louise plánovala studium architektury na Cornellově univerzitě. Místo toho se však v roce 1876 nechala zaměstnat jako kreslička v kanceláři Richarda A. Waitera a F. W. Calkinse, kteří byli v Buffalu známými architekty. V této době bylo běžnější učit se architektuře při práci než ve školní lavici.
V roce 1881, po pěti letech práce ve Waiterově kanceláři, si v Buffalu otevřela vlastní architektonickou kancelář jako partnerka svého manžela Roberta Bethuna. Stala se tak první profesionální architektkou v zemi, což oznámila na devátém kongresu Asociace pro rozvoj žen (Association for the Advancement of Women). V roce 1891 se třetím společníkem ve firmě stal William Fuchs, a celá trojice společně pracovala na různorodých projektech od malých obytných budov až po větší institucionální stavby.

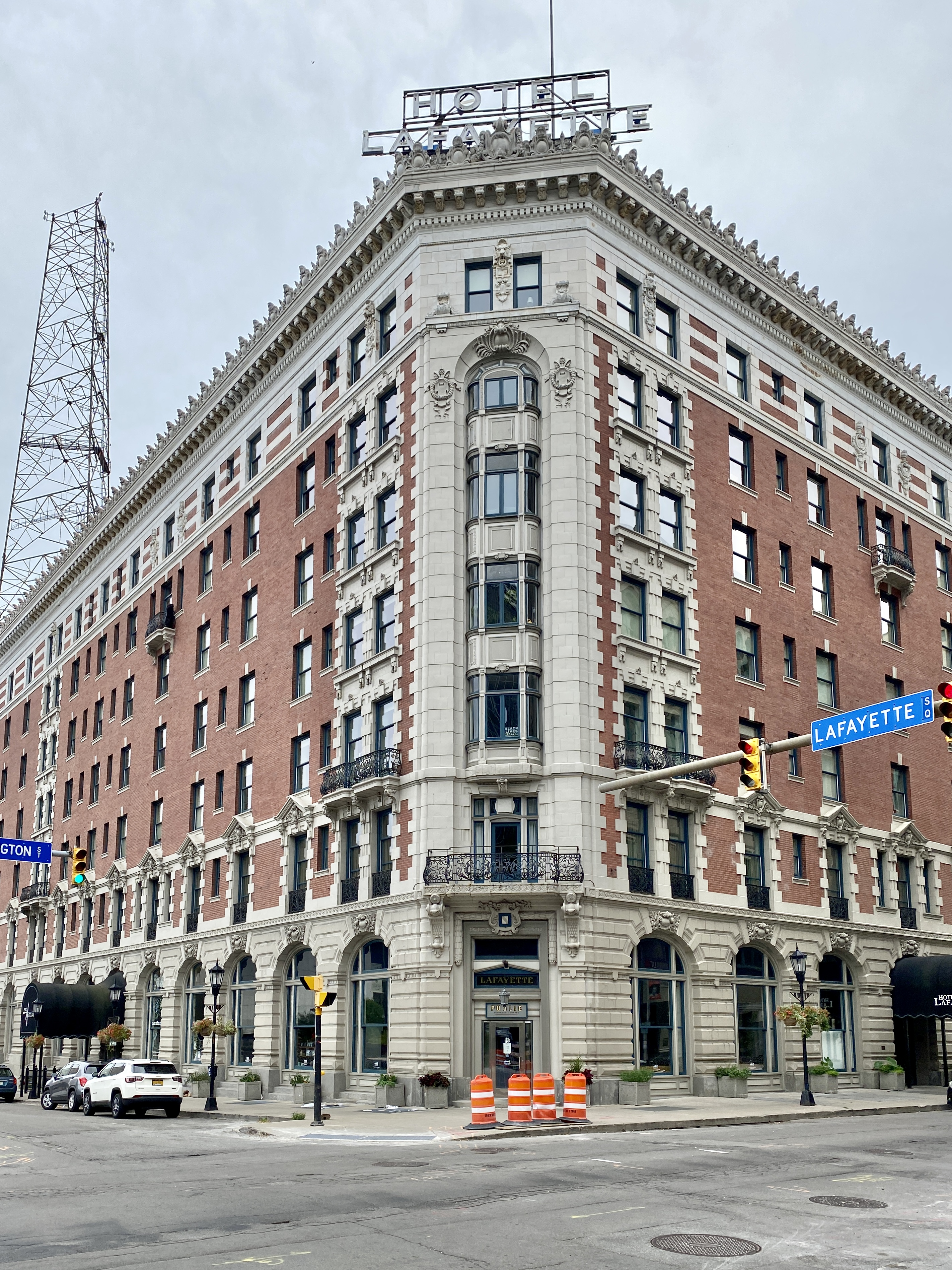
Hotel Lafayette v Buffalu, největší realizovaný projekt Louise Bethune

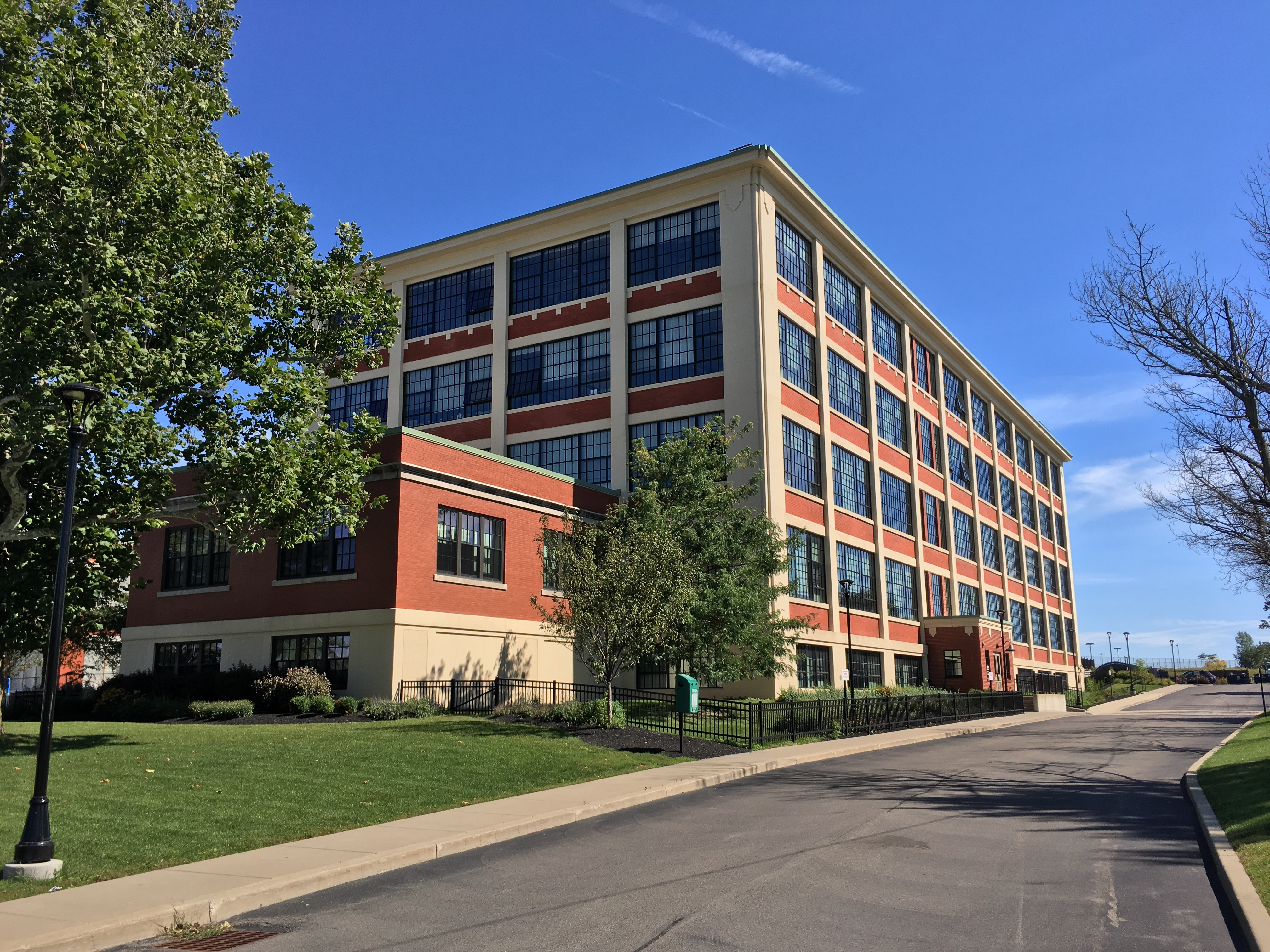
Budova Buffalo Meter Company, kterou nechala Univerzita v Buffalo na počest architektky přejmenovat na Bethune Hall

V roce 1885 se Louise Bethune stala členkou Západní asociace architektů (Western Association of Architects – WAA). V roce 1888 byla jmenována první ženskou členkou Amerického institutu architektů a o rok později se stala jeho první členkou-spolupracovnicí.
V roce 1891 se odmítla zúčastnit soutěže na návrh Ženské budovy na Světové kolumbijské výstavě v Chicagu, protože muži dostávali za návrh budovy pro veletrh 10 000 dolarů, zatímco ženy pouze 1 000 dolarů. Věřila, že úplná emancipace znamená stejnou odměnu za stejnou práci, a nechtěla být součástí projektů, které nekorespondovaly s jejími názory nebo hodnotami.
Louise navrhovala především průmyslové a veřejné budovy. Nerada pracovala na obytných projektech, protože byly málo placené. Známá je zejména díky projektování veřejných škol, ačkoli velká část jejích staveb již byla zbourána.
Jejím nejznámějším projektem je neoklasicistní hotel Lafayette s rozpočtem 1 milion dolarů, který byl dokončen v roce 1904. Od té doby prošel rekonstrukcí za 35 milionů dolarů, kterou v roce 2012 dokončil developer Rocco Termini. Firma Bethune navrhla také obchod s hudebninami Denton, Cottier & Daniels, jednu z prvních budov ve Spojených státech, která využívala ocelovou konstrukci a lité betonové desky. Tři další budovy Louise Bethune stojí dodnes: sklad společnosti Iroquois Door Plant Company, rozsáhlý komplex na Chandler Street pro Buffalo Weaving Company a sídlo firmy Witkop and Holmes (1901), které bylo v roce 2014 zapsáno do Národního registru historických památek. Během své kariéry se podílela na návrhu sto padesáti budov v oblasti Buffala a Nové Anglie.

## Dílo
Firma Bethune & Bethune za svoji existenci navrhla 18 veřejných škol, kdy věnovala zvláštní pozornost rozdělení žáků podle věku, vnitřním rozvodům potrubí a začlenění únikových schodišť pro zlepšení požární bezpečnosti. Tyto normy se používají dodnes a Bethunovi byli jejich průkopníky. V roce 1893 Louise Bethune vyjádřila, že se nespecializuje na návrhy v oblasti školství, protože se domnívala, že jako první žena-architektka by měla prokázat, že rozumí všem typům architektonických návrhů.
Ve svých projektech úspěšně uplatnila nové odborné poznatky o hygieně, větrání, protipožární ochraně a dalších funkcích, které byly pro architekty na konci 19. století výzvou, protože docházelo k rychlé urbanizaci a průmyslovému rozvoji. Louise Bethune lze považovat za součást skupiny amerických architektů, kteří změnili pojetí staveb za využití nových technologií, stejně jako byli např. Daniel Burnham, John Root a Louis Sullivan.
Na počátku 20. století Louise Bethune dostala příležitost navrhnout hotel Lafayette v centru Buffala. Jedná se o sedmipatrovou neorenesanční stavbu. Hotel byl vybaven teplou a studenou vodou v každé koupelně a součástí vybavení byl i telefon v každém pokoji. Tento hotel byl při svém otevření v roce 1904 považován za jeden z nejvelkolepějších hotelů v zemi. Bethune nakonec ukončila své členství v AIA a soustředila se pouze na projekt rozšíření hotelu Lafayette, který následoval brzy po jeho otevření. Na tomto projektu spolupracovala také s Nikolou Teslou.
Mnoho budov, na kterých její firma pracovala, bylo svým stylem inspirováno starými uměleckými slohy, což byla v té době běžná praxe. Mnoho jejich prací mělo románský charakter. Firma se soustředila na lokální projekty, a žádný z nich Louise neproslavil na celostátní úrovni.

## Ovlivnění žen
Louise Bethune, první americká architektka, chápala svou roli feministky i podnikatelky. Přestože firma Bethune, Bethune & Fuchs pracovala na mnoha rezidenčních projektech, domnívala se, že ženy-architektky by se těmto projektům neměly věnovat, protože je to omezovalo ve výběru větších, komerčních projektů, pro které byli nejčastěji vybíráni muži. Nechtěla, aby ženy byly zaškatulkovány pouze jako tvůrkyně rezidenčních projektů. Věřila ve stejnou odměnu za stejnou práci a mnoho rezidenčních projektů nebylo placeno tak dobře jako komerční projekty.
Pro architektky důrazně prosazovala stejnou odměnu za stejnou práci a nebrala projekty jen kvůli jejich prestiži. Dne 6. března 1891 přednesla projev před buffalskou pobočkou Ženské vzdělávací a průmyslové unie (Women's Educational and Industrial Union), v němž vysvětlila své hodnoty, a proč se odmítla ucházet o návrh Ženské budovy na Světové výstavě v Chicagu v roce 1893. Přála si pracovat pouze na řádných architektonických projektech a věřila, že její pohlaví by nemělo určovat její úspěchy. Ačkoli se sama nedefinovala jako feministka, přikláněla se optimistické vizi, že se časem stále více žen stane architektkami. Obhajovala spíše dostupnost této profese pro ženy, místo aby zdůrazňovala nesnáze, kterým byly v tomto odvětví vystaveny.
Její kariéra a propagace žen v architektuře pomohla vydláždit cestu generacím architektek, mezi něž patřily Lois Lilley Howe, Josephine Wright Chapman, Sophia Hayden, Mary Nevan Gannon, Alice Hands, Julia Morgan a Beverly Greene. V době, kdy Louise zemřela, se architektuře ve Spojených státech věnovalo téměř 200 žen.